# Langue des signes malienne
La langue des signes malienne (LaSiMa) ou langue des signes de Bamako est la langue des signes utilisée par les personnes sourdes et leurs proches au Mali.

## Caractéristiques
La LaSiMa est en fait un dialecte de la langue des signes américaine. Cette dernière a été choisie pour l'enseignement des sourds de Bamako car la langue des signes bambara utilisée dans le reste du Mali n'est pas aussi évoluée. Comme tous les pays de la sous-région utilisent la langue des signes américaine, elle a été choisie pour faciliter la communication entre les sourds de la région.

## Utilisation
Il existe un dictionnaire. La LaSiMa est enseignée dans les écoles primaires, les écoles pour sourds ont 3 niveau de classes. Certaines personnes entendantes l'utilisent pour communiquer avec les sourds.
Le Mali compte en 2013 huit structures capables d'accueillir les enfants sourds, nommées Écoles pour Déficients Auditifs (EDA), elles se trouvent dans les villes de Tombouctou, Sikasso, Koutiala, Kita et Ségou. À Bamako il y a une école sur chaque rive du Niger, la première se trouve dans le quartier de l'Hippodrome, elle a été créée en 1994 et reçoit 230 élèves en premier et second cycle, l'autre est dans le quartier de Niamakoro, elle a été créée en 1998 et accueille 158 élèves. L'Association malienne des sourds (AMASourd) a contribué à la création de ces écoles.

## Aide internationale
De 1994 à 1999, la linguiste de formation et spécialisée en langue des signes canadienne Dominique Pinsonneault a travaillé à Bamako à titre de coopérante volontaire au sein du CtrCI (Centre Canadien d'Etude et de Coopération Internationale) pour répertorier les signes locaux autochtones utilisés par les sourds du Mali. Son lexique illustré écrit en français avec traduction en Bamanan sert toujours de référence. En janvier 1999, l'association Sous le Signe de Bamako (SLSB) créée à Angers, initie une action de partenariat avec l'AMASourds, afin de favoriser et développer l'éducation des jeunes sourds à Bamako et fournit une aide matérielle et un soutien à la formation, par la suite un programme de mesures audiométriques systématiques est réalisé pour tous les enfants déficients auditifs de l'école afin de constituer un dossier médical pour chacun d'entre eux. En 2011, la Fondation Novartis entreprend un projet d'appui à la scolarisation des enfants déficients auditifs dans la région de Ségou.